# Elaine S. Jaffe

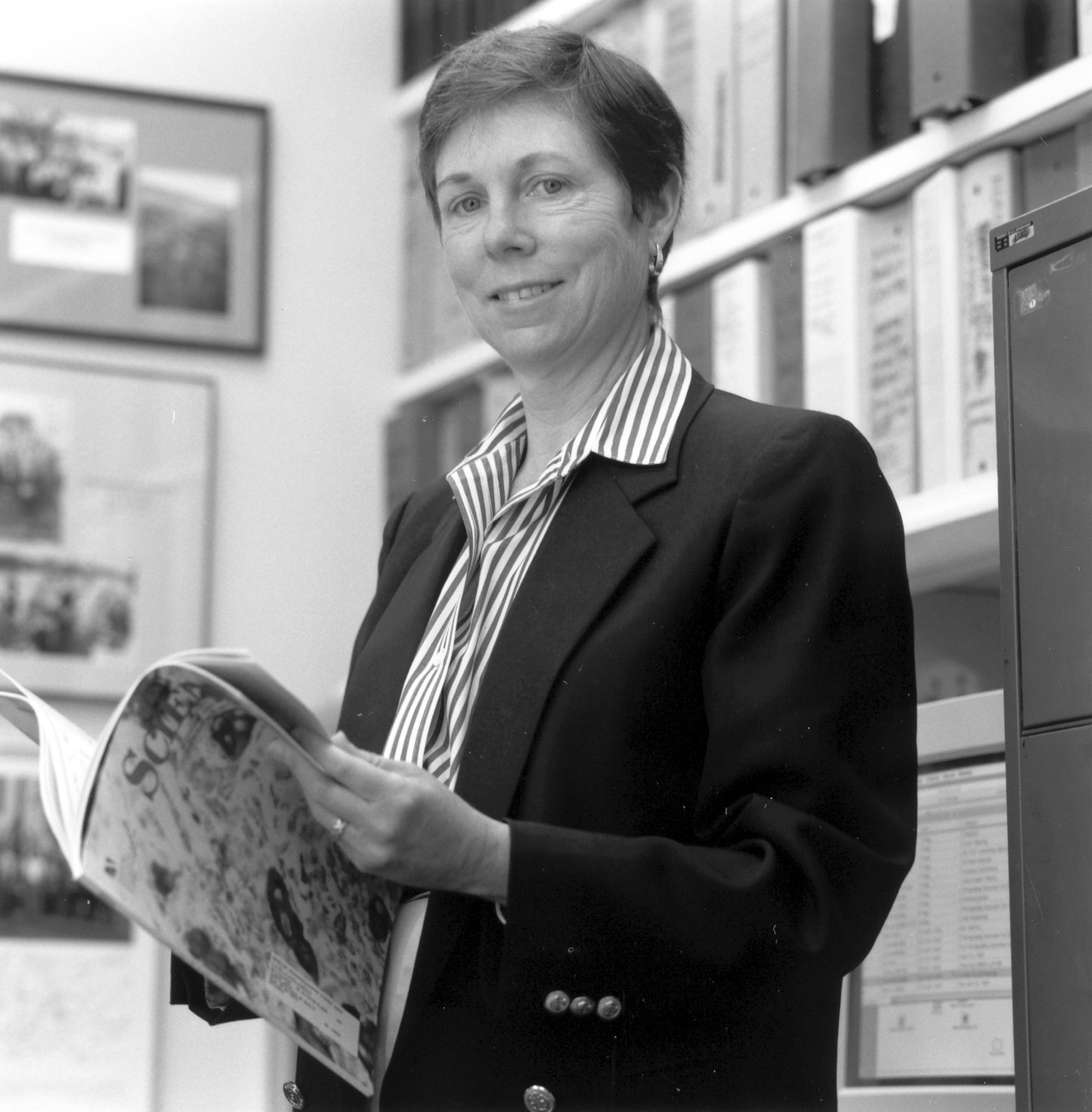
Elaine Jaffe

Elaine Sarkin Jaffe (geb. August 1943) ist eine US-amerikanische Hämato-Pathologin. Sie ist leitende Forscherin am National Cancer Institute (NCI) der National Institutes of Health (NIH) und beschäftigt sich schwerpunktmäßig mit Lymphomen.

## Herkunft und Ausbildung
Jaffe stammt aus einer ukrainischen Familie, die während des Ersten Weltkriegs aus Russland geflohen war. Sie wuchs in White Plains im Bundesstaat New York auf.
Elaine Jaffe studierte Medizin an der Cornell University in Ithaca (New York) und der University of Pennsylvania in Philadelphia, wo sie 1969 als M.D. abschloss. In ihrem Jahrgang war sie eine von fünf Frauen unter über 100 Medizinstudenten.

## Karriere
Jaffe übernahm eine Assistenzarztstelle an der Georgetown University in Washington, D.C., wo sie hauptsächlich in der Pathologie arbeitete. Nach einem Jahr wechselte Jaffe an die pathologische Abteilung des National Cancer Institute (NCI) in Bethesda (Maryland). Schwerpunkt ihrer Arbeit war, die bis dahin rein morphologischen Kriterien für die Diagnosestellung durch immunologische zu ergänzen.
Jaffes frühe Forschungsarbeiten führten zu einem besseren Verständnis für die Entstehung von Lymphomen insbesondere des follikulären Lymphoms. Ihre Arbeitsgruppe arbeitete vor allem die Unterschiede zwischen B-Zell- und T-Zell-Lymphomen heraus.
Seit 1974 war sie Leitende Forscherin mit Schwerpunkt Klassifikation und Definition von Lymphomen.
Ihre Ergebnisse trugen wesentlich zu der Entwicklung der WHO-Klassification von Tumoren der blutbildenden und des Lymphatisches Systems bei. Jaffe war 1994 Präsidentin der Society of Hematopathology, als die Revised European-American Classification of Lymphoid Neoplasms (REAL) entwickelt wurde, die auch heute noch als Goldstandardin der Hämatopathologie gilt. Ihre aktuelle Forschung beschäftigt sich schwerpunktmäßig damit, wie genetische und epigenetische Einflüsse zur Entwicklung von Hodgkin-Lymphomen führen können. Jaffes Forschungen führten durch spezifischere Therapieansätze auch zur besseren Behandlungsergebnissen bei den verschiedenen Lymphomen.
Jaffe war Mitglied der Schriftleitungen bedeutender Fachjournale wie American Journal of Pathology, American Journal of Surgical Pathology, Blood, Cancer Research und Modern Pathology. 1993 wurde Jaffe als Fellow der American Association for the Advancement of Science (AAAS) berufen. Sie war Präsidentin der Society for Hematopathology und der  United States and Canadian Academy of Pathology (USCAP) (von 1998 bis 1999). 2005 war sie Vorsitzende der Medizin-Sektion der AAAS, 2007 übernahm sie die Anita-Roberts-Vorlesung Lecturer am NIH. Sie ist gewähltes Mitglied der National Academy of Medicine.

## Auszeichnungen
- Auszeichnungen des United States Public Health Service:[2]
  - 1979 Commendation Medal
  - 1984 Public Health Service Meritorious Service Medal
  - 1988 Outstanding Service Medal
  - 1993 Surgeon General's Exemplary Service Medal
  - 1997 Unit Commendation
- 2002 Fred W. Stewart Award des Memorial Sloan Kettering Cancer Center[8]
- 2003 F.K. Mostofi Distinguished Service Award der United States and Canadian Academy of Pathology[2]
- 2006 Distinguished Clinical Teacher Award des NIH Fellows Committee[9]
- 2008 Ehrendoktorwürde der Universität Barcelona[2]
- 2011 National Cancer Institute Outstanding Mentor Award[2]
- 2013 Henry M. Stratton Medal der American Society of Hematology

## Privates
In ihrem zweiten Studienjahr lernte sie den Jura-Studenten Michael Evan Jaffe kennen und heiratete ihn. Sie haben gemeinsam zwei Söhne. Greg ist Journalist bei der Washington Post, Caleb ist Juraprofessor an der University of Virginia.

## Veröffentlichungen (Auswahl)
- A. Mansoor, S. Pittaluga, P. L. Beck, W. H. Wilson, J. A. Ferry, E. S. Jaffe: NK-cell enteropathy: a benign NK-cell lymphoproliferative disease mimicking intestinal lymphoma: clinicopathologic features and follow-up in a unique case series. In: Blood. Band 117, Nr. 5, 2011, S. 1447–1452.
- A. L. Feldman, D. A. Arber, S. Pittaluga, A. Martinez, J. S. Burke, M. Raffeld, M. Camos, R. Warnke, E. S. Jaffe: Clonally related follicular lymphomas and histiocytic/dendritic cell sarcomas: evidence for transdifferentiation of the follicular lymphoma clone. In: Blood. Band 111, Nr. 12, 2008, S. 5433–5439.
- A. Traverse-Glehen, S. Pittaluga, P. Gaulard, L. Sorbara, M. A. Alonso, M. Raffeld, E. S. Jaffe: Mediastinal gray zone lymphoma: the missing link between classic Hodgkin's lymphoma and mediastinal large B-cell lymphoma. In: Am J Surg Pathol. Band 29, Nr. 11, 2005, S. 1411–1421.
- E. S. Jaffe, E. M. Shevach, M. M. Frank, C. W. Berard, I. Green: Nodular lymphoma--evidence for origin from follicular B lymphocytes. In: N Engl J Med. Band 290, Nr. 15, 1974, S. 813–819.
- P. Cong, M. Raffeld, J. Teruya-Feldstein, L. Sorbara, S. Pittaluga, E. S. Jaffe: In situ localization of follicular lymphoma: description and analysis by laser capture microdissection. In: Blood. Band 99, Nr. 9, 2002, S. 3376–3382.

Jaffe zählt laut Science Watch zu den meistzitierten medizinischen Forschern und war zwischen 1981 und 1998 unter den „Top 10“ der Onkologen.